# Michael Hampton
Michael Hampton (nascido em 15 de novembro de 1956 em Cleveland, Ohio) é um guitarrista de funk/rock. Ele é membro do Rock and Roll Hall of Fame, nomeado em 1997 com outros quinze membros do Parliament-Funkadelic.